# Viking, Alberta
Viking är en liten ort i den kanadensiska provinsen Alberta:s östra del och ligger cirka 140 kilometer (km) sydost om provinsens huvudstad Edmonton. Orten breder sig ut över 3,76 kvadratkilometer (km2) stor yta och har en folkmängd på 1 041 personer, det ger en densitet på 277,1 personer per kvadratkilometer.
Viking grundades 1909 av skandinaviska nybyggare.
Den lokala ekonomin är väldigt beroende av branscherna som berör jordbruk, petroleum, textil och tillverkning.
På nationell nivå och inom sporten ishockey är den känd för att släkten Sutter kommer därifrån och därav kallas den, "The home of the Sutters".